# Сябрениці
Сябрениці (рос. Сябреницы) — присілок в Чудовському районі Новгородської області Російської Федерації.
Населення становить 276 осіб. Входить до складу муніципального утворення Успенське сільське поселення.

## Історія
Від 2004 року входить до складу муніципального утворення Успенське сільське поселення.

## Населення
| 2010 |
| ---- |
| 276  |